# Maiwang (köpinghuvudort i Kina, Hubei Sheng, lat 30,50, long 113,60)
Maiwang (kinesiska: 脉旺, 脉旺镇) är en köpinghuvudort i Kina. Den ligger i provinsen Hubei, i den centrala delen av landet, omkring 66 kilometer väster om provinshuvudstaden Wuhan. Antalet invånare är 32 414. Befolkningen består av 15 399 kvinnor och 17 015 män. Barn under 15 år utgör 15,0 %, vuxna 15-64 år 74 %, och äldre över 65 år 10,0 %.
Runt Maiwang är det tätbefolkat, med 613 invånare per kvadratkilometer. Närmaste större samhälle är Fenshui, 10,8 km nordost om Maiwang. Trakten runt Maiwang består till största delen av jordbruksmark.
Genomsnittlig årsnederbörd är 1 638 millimeter. Den regnigaste månaden är maj, med i genomsnitt 242 mm nederbörd, och den torraste är december, med 28 mm nederbörd.